# Hainsselin et Langlois
Hainsselin et Langlois war ein französischer Hersteller von Automobilen.

## Unternehmensgeschichte
H. L. A. Hainsselin und sein Partner Langlois gründeten 1912 das Unternehmen in Saint-Cloud und begannen mit der Produktion von Automobilen. Der Markenname lautete zunächst HL. 1914 endete die Produktion kriegsbedingt. 1924 erschien noch einmal ein Fahrzeug dieses Herstellers, das allerdings als Hainsselin vermarktet wurde.

## Fahrzeuge

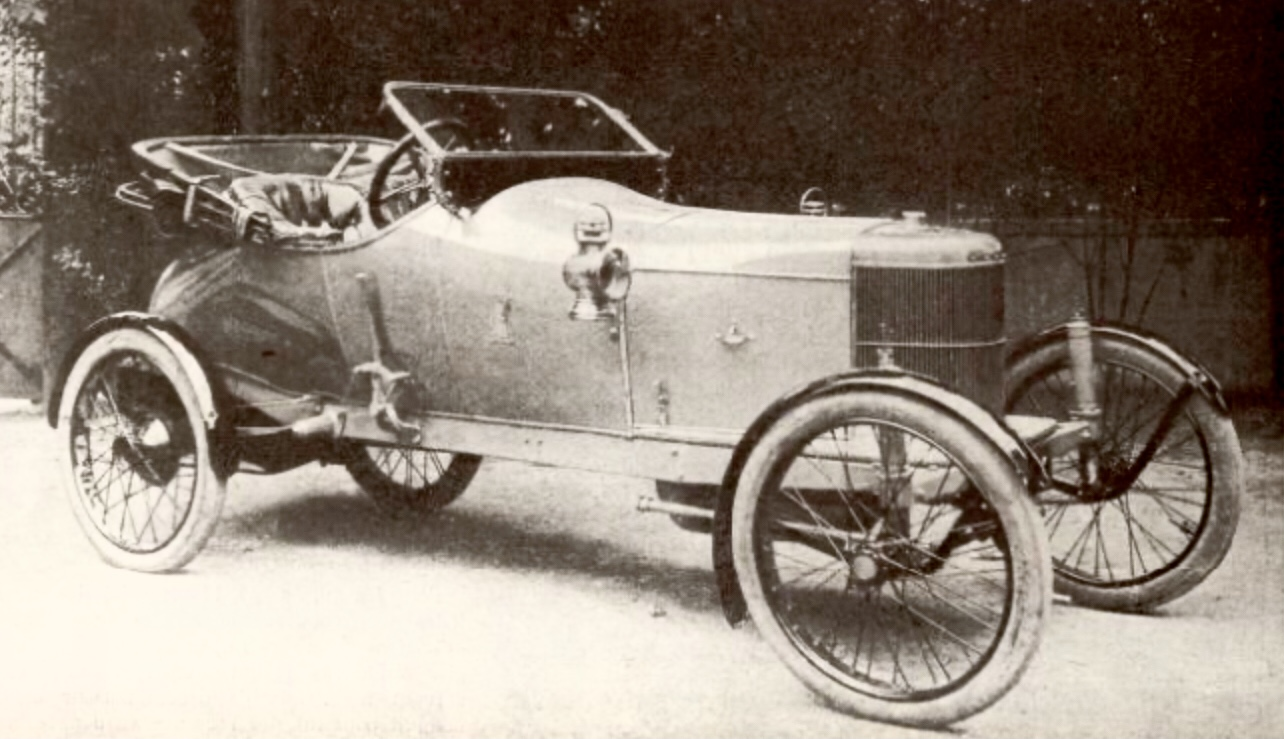
Hainsselin et Langlois

Angeboten wurden die Modelle 10/15 CV mit 2120 cm³ Hubraum mit 75 mm Bohrung und 120 mm Hub (Radstand 2700 mm) und 12/18 CV mit 2650 cm³ Hubraum, der 1913 auf 3014 cm³ mit 80 mm Bohrung und 150 mm Hub (Radstand 2850 mm) erhöht wurde. Reifengröße 810 × 90. Beide Modelle waren mit Vierzylindermotoren, Zweiganggetrieben und offenen Karosserien für wahlweise zwei oder vier Personen, alternativ als Landaulet, ausgestattet.
1924 erschien ein neues Modell. Der Motor verfügte über 2402 cm³ Hubraum. Weiterhin hatte das Getriebe lediglich zwei Gänge.